# Статиста
Статиста је лице без сталног ангажовања у позоришту. Ангажује се у складу са потребама представе. Њихова улога је најчешће без дијалога, или у случају да представљају окупљену масу (руљу) изговарају једноставне реченице. Статисти су чешће ангажовани приликом снимања филмова и серија. На филмском тржишту Србије, дневница за статисте се креће од 10 евра, за једноставне сцене статирања до 25 па и 50 евра за ризичније сцене, које обављају каскадо-статисти. Каскадо-статисти учествују приликом снимања ратних филмова, сцена масовних демонстрација, када се користи пиротехника која делује у близини глумаца и других сцена високог ризика. Обезбеђена им је и колективна полиса осигурања у случају незгоде.